# Landtagswahl im Trentino 1998
Die Landtagswahl im Trentino 1998 fand am 22. November als Wahl zum Regionalrat Trentino-Südtirol statt. Gewählt wurden die 35 Mitglieder des Trentiner Landtags.
Am selben Tag fand auch die Wahl zum Südtiroler Landtag statt.

## Ergebnis
| Listen                                    | Listen                                                       | Stimmen | %    | Mandate |
| ----------------------------------------- | ------------------------------------------------------------ | ------- | ---- | ------- |
|                                           | Civica Margherita                                            | 62.684  | 22,0 | 8       |
|                                           | Democratici di Sinistra                                      | 38.117  | 13,4 | 5       |
|                                           | Partito Autonomista Trentino Tirolese                        | 35.281  | 12,4 | 4       |
|                                           | Forza Italia – Centro Cristiano Democratico                  | 33.320  | 11,7 | 4       |
|                                           | Unione Popolare Democratica                                  | 29.600  | 10,4 | 4       |
|                                           | Lega Nord                                                    | 24.941  | 8,8  | 3       |
|                                           | Alleanza Nazionale                                           | 17.118  | 6,0  | 2       |
|                                           | Trentino Domani                                              | 14.685  | 5,2  | 2       |
|                                           | Federazione dei Verdi – Partito della Rifondazione Comunista | 11.170  | 3,9  | 1       |
|                                           | Autonomia Integrale                                          | 10.732  | 3,8  | 1       |
|                                           | Rinnovamento Italiano                                        | 6.188   | 2,2  | 1       |
|                                           | Fiamma Tricolore – Unitalia                                  | 822     | 0,3  | –       |
| Gesamt                                    | Gesamt                                                       | 284.658 | 100  | 35      |
|                                           |                                                              |         |      |         |
| Quelle: Autonome Region Trentino-Südtirol |                                                              |         |      |         |